# Cataglyphis aenescens
Cataglyphis aenescens é uma espécie de inseto do gênero Cataglyphis, pertencente à família Formicidae.